# Кобхах Коел Брег
Кобхах Коел Брег (ірл. — Cobthach Cóel Breg) — верховний король Ірландії. Час правління: 409–379 до н. е. (згідно з «Історією Ірландії» Джеффрі Кітінга) [3] або 592–542 до н. е. (відповідно до «Хроніки Чотирьох Майстрів») [4]. Син Угайне Мора (ірл. — Úgaine Mor). Прийшов до влади після вбивства свого брата Лоегайре Лорка (ірл. — Lóegaire Lorc). Ірландські історичні перекази та легенди розповідають, що він був сповнений заздрощами щодо свого брата і в зв'язку з цим ненавидів його. Він цього і пішло його прізвище — «Коел Брег» — Нікчемний Брег, Мізерний Брег. За порадою свого друїда Кобхах Коел Брег повідомив братові Лоегайре Лорку через посланця, що він важко хворий. Коли прийшов до нього брат він прикинувся мертвим. Коли брат схилився над ним, Кобхах завдав йому удар кинджалом і вбив його. Потім він заплатив найманому вбивці, щоб той отруїв сина Лоегайре — Айліля Айне (ірл. — Ailill Áine). Потім він знайшов сина Айліля Айне — Лабрайда, який славився як найдобріша і найгостинніша людина в Ірландії, і примусив його з'їсти шматок серця свого батька, шматок серця свого діда і живу мишу. Після цього він відправив його у вигнання за море — в Арморіку [2]. Пізніше Лабрайд повернувся в Ірландію з армією і захопив королівство Ленстер. Після тривалої війни між Лабрайдом і Кобхахом Коел Брегом був укладений мир. Але мир переривався знову й знову і спалахувала чергова війна. Нарешті Лабрайд запросив Кобхаха нібито для заключення остаточного миру в будинок з заліза, спеціально збудований для цього — в Дінд Ріг (ірл. — Dind Ríg). Але коли Кобхах зайшов зі свитою в будинок, його зачинили, обклали хмизом з усіх боків і підпалили. Так загинув Кобхаха Коел Брег. Він правив Ірландією протягом чи то 30 чи то 40 років. «Книга захоплень Ірландії» наводить дату його смерті як 307 р. до н. е. (що сумнівно). Також «Книга захоплень Ірландії» синхронізує його правління з правлінням Птолемея II Філадельфа в Єгипті (281–246 до н. е.), що суперечить даті смерті [1].